# Рота поліції «Берда»
Рота поліції «Берда» — добровольча рота патрульної служби поліції особливого призначення, створена в серпні 2014 року у структурі ГУ МВС України в Запорізькій області.

## Історія
6 серпня 2014 року у Бердянську та Бердянському районі, з метою належного забезпечення прав та свобод громадян, захисту суспільства від злочинних зазіхань, охорони громадського порядку, у структурі Головного управління МВС України у Запорізькій області створюється окрема рота патрульної служби міліції особливого призначення «Берда». 
В 2015 році Бійці "Берди" несли службу в районі селища Широкине Донецької області. 